# Карабан, Вячеслав Иванович
Вячеслав Иванович Карабан (род. 16 июля 1947) — советский и украинский учёный-переводовед и языковед. Доктор филологических наук, профессор. Академик АН ВШ Украины с 2005 г.

## Биография
Родился в Новокузнецке Кемеровской области (СССР). 
С 1971 г. по 1973 г. — офицер-переводчик в Вооруженных Силах. 
С 1973 г. 1976 г. — аспирант кафедры английской филологии факультета романо-германской филологии КГУ им. Т. Шевченко. 
С 1976 г. по 1979 г. — преподаватель кафедры английской филологии университета. С 1980 г. по 1981 г. — доцент этой кафедры. 
В 1978 г. защитил кандидатскую диссертацию на тему «Аспекты поверхностной связности английского текста». 
С 1981 г. по 1987 г. и с 1989 г. по 1992 г. — заведующий кафедрой английского языка, с 1987 г. по 1989 г. — старший научный сотрудник этой же кафедры, с 1992 г. по 1993 г. — заведующий кафедрой коммуникации и лингвострановедения. 
С 1997 г. по 2010 г. — заведующий кафедрой теории и практики перевода с английского языка КНУ им. Т. Шевченко; ныне[когда?] профессор этой же кафедры.

## Научная деятельность и образование
В 1971 г. окончил отделение переводчиков факультета иностранных языков Харьковского университета. 
В 1990 г. защитил докторскую диссертацию «Сложные речевые единицы» (специальности «германские языки» и «общее языкознание»). 
Сферы научных интересов: переводоведение, контрастивная лингвистика, этнолингвистика, теория языка, лексикография, история пребывания готов на территории Украины.
Автор и соавтор около 120 научных и методических трудов, соавтор 12 учебников по теории и практики перевода в частности:
- Сложные речевые единицы : прагматика английских асиндетических полипредикативных образований / В. И. Карабан. — Киев: Выща шк : Изд-во при Киевском гос. ун-те, 1989. — 130 с. — ISBN 5-11-000481-1.[2][3]
- Учебник «Теория и практика перевода с английского языка на русский» (2004)
- Англо-украинский юридический словарь (составитель, 2003)
- Украинско-английский юридический словарь (составитель, 2004)

Подготовил 17 кандидатов наук и 2 доктора наук.
Член двух специализированных советов по апробации диссертаций на соискание ученой степени доктора (кандидата) филологических наук при КНУ им. Т. Шевченко. Член Европейского лингвистического общества.

## Награды
- Лауреат Награды Ярослава Мудрого АН ВШ Украины (2010).